# Leuchtturm Sõrve
Der Leuchtturm Sõrve (estnisch Sõrve tuletorn) ist nach dem Leuchtturm Kõpu der zweitälteste Leuchtturm Estlands. Er befindet sich auf der Südspitze der Halbinsel Sworbe im Gebiet der Landgemeinde Saaremaa auf der Insel Saaremaa (deutsch/schwedisch Ösel).
Der erste Leuchtturm an dieser Stelle war eine Holzkonstruktion, sie wurde im Jahre 1646 errichtet. Diese Konstruktion wurde bereits 1650 durch ein Gebäude aus Stein nach den Plänen von Heinrich Stegeling ersetzt. Bis 1737 wurde es privat verwaltet, anschließend unterlag es der Staatsverwaltung. 1770 wurde der Leuchtturm auf dem rechteckigen Grundriss umgebaut und 1807 erhöht. Der nächste Umbau erfolgte 1863, als der Leuchtturm auf 35 m Höhe eine neue Optik erhielt. Den Ersten Weltkrieg überstand der Leuchtturm, auch wenn die hölzerne Inneneinrichtung durch ein Feuer beschädigt wurde. Im Zweiten Weltkrieg wurde die gesamte Konstruktion gesprengt. 1949 wurde zunächst ein achteckiges hölzernes Provisorium errichtet, bis es 1960 durch einen Turm aus Stahlbeton in die heutige Form gebracht wurde.

## Galerie

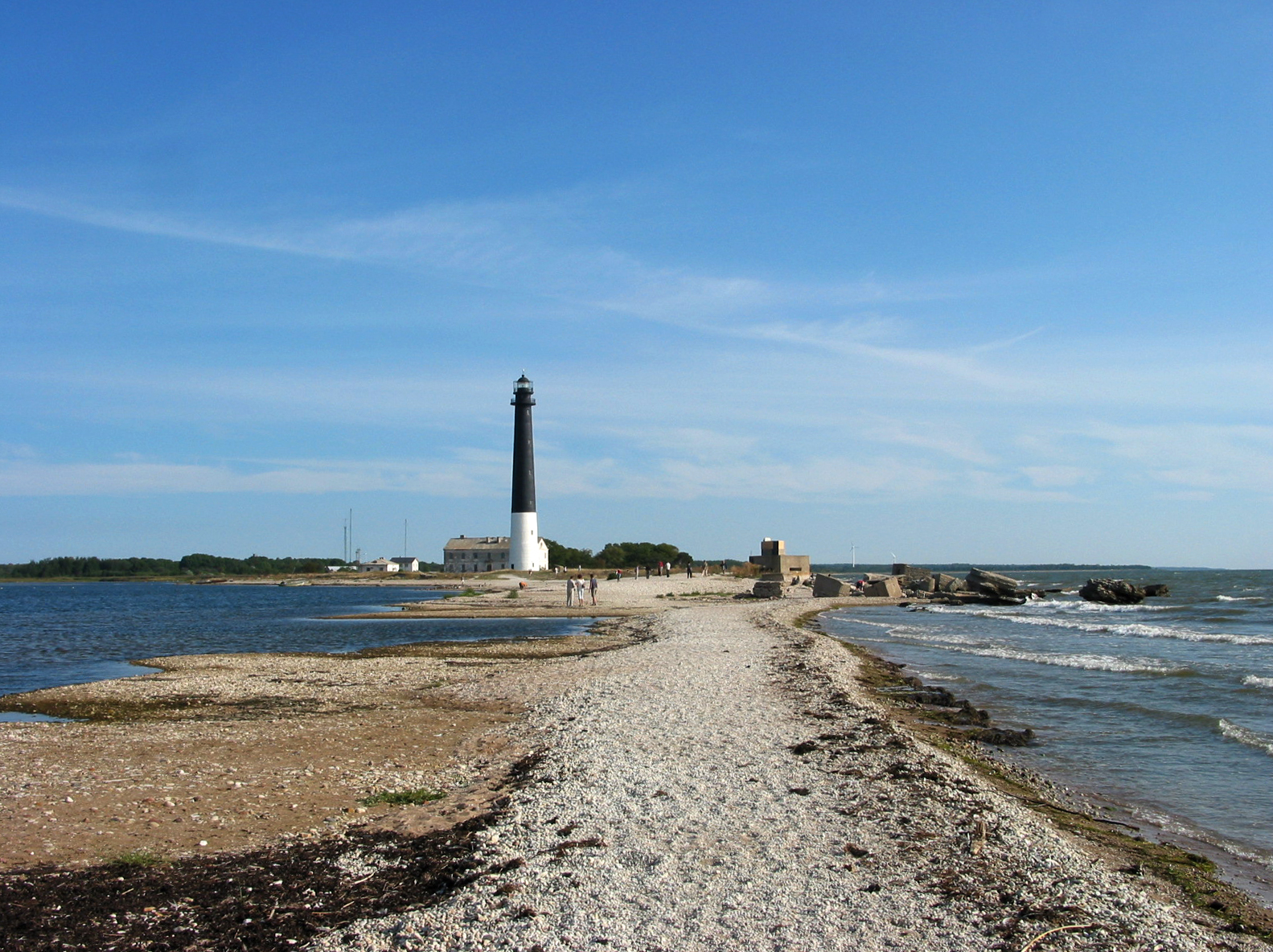
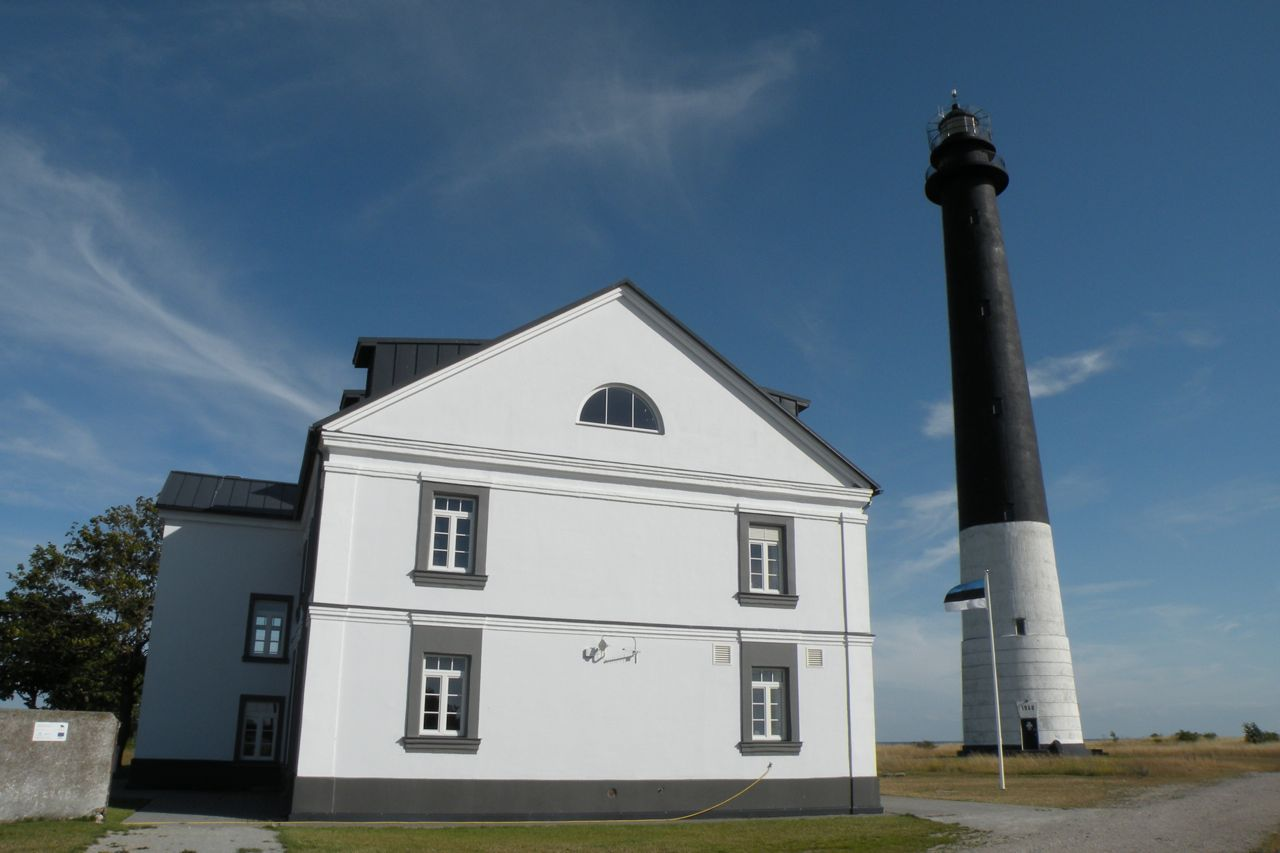
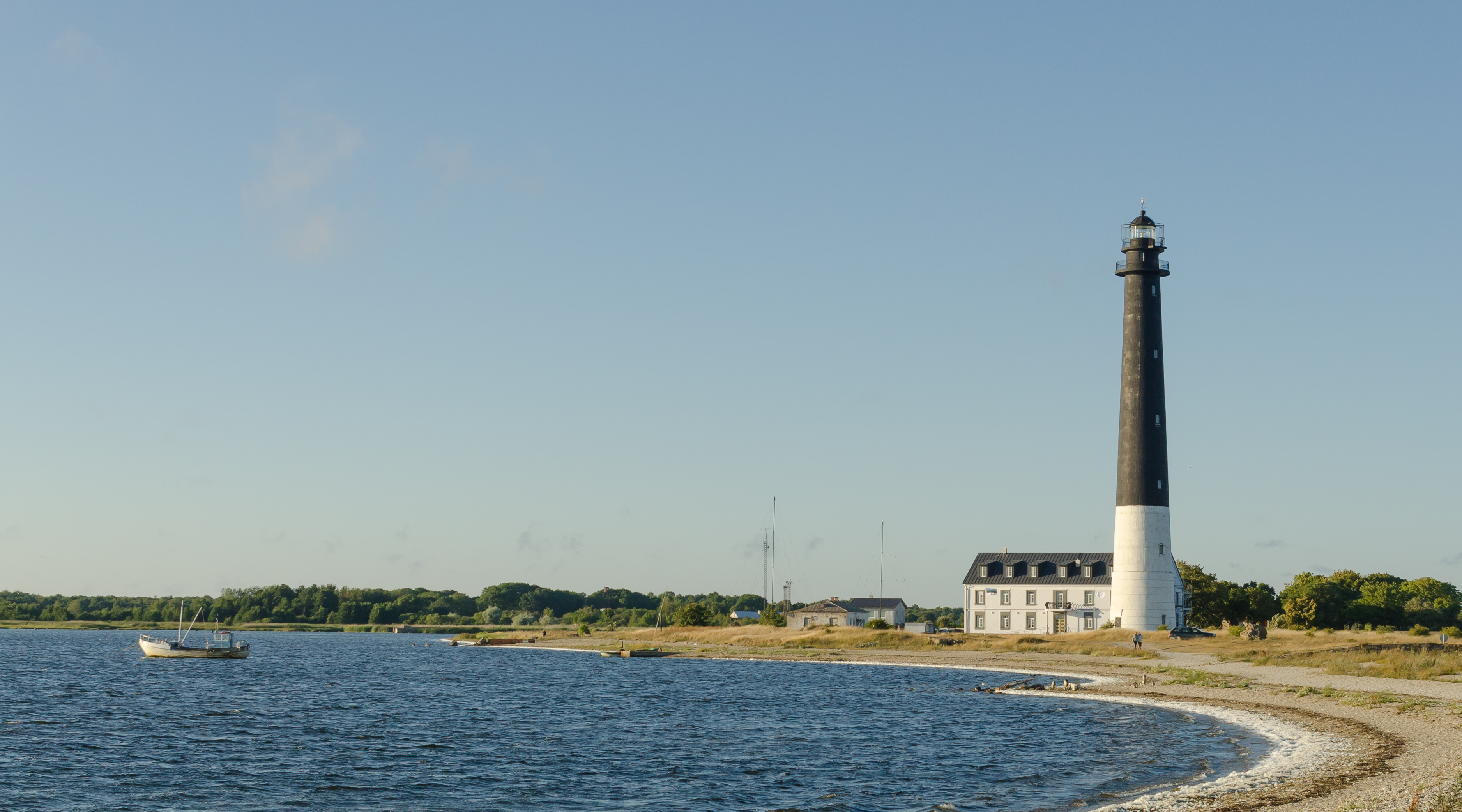
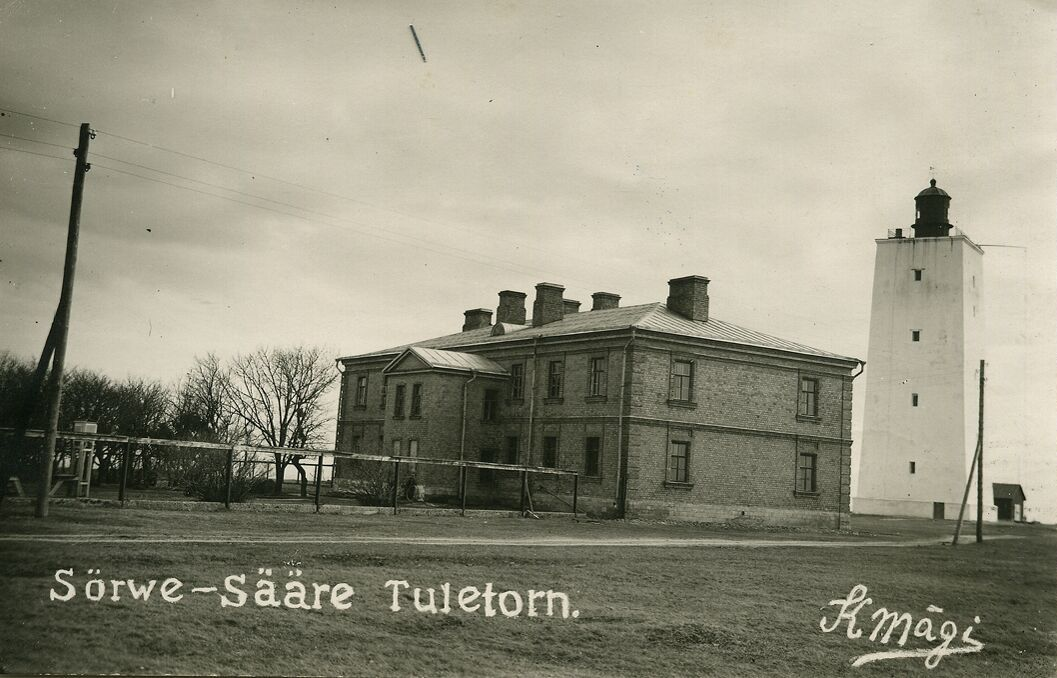
Turm von 1770